# Veliki mravljinčar
Veliki mravljinčar (znanstveno ime Myrmecophaga tridactyla) je žužkojedi sesalec, ki izvira iz Srednje in Južne Amerike. Je ena od štirih živečih vrst mravljinčarjev, med katerimi je največji predstavnik. Edini ohranjeni član rodu Myrmecophaga je uvrščen skupaj z lenivci v red Pilosa (brezzobi). Ta vrsta je večinoma talna, v nasprotju z drugimi živečimi mravljinčarji in lenivci, ki so drevesni ali poldrevesni. Veliki mravljinčar je dolg od glave in telesa od 100 do 140 cm, košat rep je dolg še 60 do 90 centimetrov, s težo od 33 do 50 kg za samce in 27 do 47 kg za samice. Prepoznamo ga po podolgovatem gobcu, košatem repu, dolgih prednjih krempljih in izrazito obarvanem kožuhu.
Velikega mravljinčarja najdemo v številnih habitatih, vključno s travniki in deževnim gozdom. Prehranjuje se na odprtih območjih in počiva v bolj gozdnatih habitatih. Hrani se predvsem z mravljami in termiti, pri čemer uporablja prednje kremplje, da jih izkoplje in dolg, lepljiv jezik, da jih pobere. Čeprav veliki mravljinčarji živijo v prekrivajočih se domačih območjih, so večinoma samotarji, razen med odnosi med materjo in potomci, med agresivnimi interakcijami med samci in med parjenjem. Mravljinčarji nosijo svoje potomce na hrbtu, dokler jih ne odstavijo.
Svetovna zveza za varstvo narave je velikega mravljinčarja uvrstila med ranljive. Iztrebljen je bil iz mnogih delov svojega nekdanjega območja. Grožnje njegovemu preživetju vključujejo uničenje habitatov, požare in divji lov zaradi krzna in mesa, čeprav nekateri mravljinčarji naseljujejo zaščitena območja. S svojim značilnim videzom in navadami je bil mravljinčar predstavljen v predkolumbovskih mitih in ljudskih pravljicah ter sodobni popularni kulturi.

## Taksonomija
Veliki mravljinčar je svoje binomsko ime dobil po Carlu Linneju leta 1758. Njegovo rodovno ime, Myrmecophaga in vrstno ime, tridactyla, sta grški in pomenita 'mravljinčar' oziroma 'tri prsti'. Myrmecophaga jubata je bila uporabljena kot sinonim. Predlagane so bile tri podvrste: M. t. tridactyla (Venezuela in Gvajane južno do severne Argentine), M. t. centralis (Srednja Amerika do severozahodne Kolumbije in severnega Ekvadorja) in M. t. artata (severovzhodna Kolumbija in severozahodna Venezuela). Veliki mravljinčar je združen s semiarborealnimi severnimi in južnimi tamanduami v družini Myrmecophagidae. Skupaj z družino Cyclopedidae, katere edini obstoječi član je drevesni svilni ali mali mravljinčar (Cyclopes didactylus), obe družini sestavljata podred Vermilingua.
Mravljinčarji in lenivci pripadajo redu Pilosa in si delijo nadred Xenarthra (spodnji kladogram) s Cingulata (katerih edini obstoječi člani so pasavci). Dva reda Xenarthra sta se razdelila pred 66 milijoni let (Mya) v obdobju pozne krede. Mravljinčarji in lenivci so se ločili okoli 55 milijonov let med paleocensko in eocensko dobo. Linije Cyclopes in drugih obstoječih mravljinčarjev so se razdelile okoli 40 mio v oligocenski dobi, medtem ko je zadnji skupni prednik Myrmecophaga in Tamandua obstajal 10 mio v pozni miocenski poddobi. Mravljinčarji so bili večino svoje evolucijske zgodovine omejeni na Južno Ameriko, ki je bila prej otoška celina. Po nastanku Panamske ožine pred približno 3 milijona let so mravljinčarji vseh treh obstoječih rodov vdrli v Srednjo Ameriko kot del Velike ameriške izmenjave.
|  | Bradypus  |
|  |           |
|  | Choloepus |
|  |           |

|  | Cyclopes                                                  |
|  |                                                           |
|  | \| \| Tamandua \| \| \| \| \| \| Myrmecophaga \| \| \| \| |
|  |                                                           |
|  | Tamandua                                                  |
|  |                                                           |
|  | Myrmecophaga                                              |
|  |                                                           |

|  | Tamandua     |
|  |              |
|  | Myrmecophaga |
|  |              |

|  | Bradypus  |
|  |           |
|  | Choloepus |
|  |           |

|  | Cyclopes                                                  |
|  |                                                           |
|  | \| \| Tamandua \| \| \| \| \| \| Myrmecophaga \| \| \| \| |
|  |                                                           |
|  | Tamandua                                                  |
|  |                                                           |
|  | Myrmecophaga                                              |
|  |                                                           |

|  | Tamandua     |
|  |              |
|  | Myrmecophaga |
|  |              |

|  | Priodontes                                               |
|  |                                                          |
|  | \| \| Cabassous \| \| \| \| \| \| Tolypeutes \| \| \| \| |
|  |                                                          |
|  | Cabassous                                                |
|  |                                                          |
|  | Tolypeutes                                               |
|  |                                                          |

|  | Cabassous  |
|  |            |
|  | Tolypeutes |
|  |            |

|  | Chaetophractus                                         |
|  |                                                        |
|  | \| \| Euphractus \| \| \| \| \| \| Zaedyus \| \| \| \| |
|  |                                                        |
|  | Euphractus                                             |
|  |                                                        |
|  | Zaedyus                                                |
|  |                                                        |

|  | Euphractus |
|  |            |
|  | Zaedyus    |
|  |            |

|  | Priodontes                                               |
|  |                                                          |
|  | \| \| Cabassous \| \| \| \| \| \| Tolypeutes \| \| \| \| |
|  |                                                          |
|  | Cabassous                                                |
|  |                                                          |
|  | Tolypeutes                                               |
|  |                                                          |

|  | Cabassous  |
|  |            |
|  | Tolypeutes |
|  |            |

|  | Chaetophractus                                         |
|  |                                                        |
|  | \| \| Euphractus \| \| \| \| \| \| Zaedyus \| \| \| \| |
|  |                                                        |
|  | Euphractus                                             |
|  |                                                        |
|  | Zaedyus                                                |
|  |                                                        |

|  | Euphractus |
|  |            |
|  | Zaedyus    |
|  |            |

|  | Priodontes                                               |
|  |                                                          |
|  | \| \| Cabassous \| \| \| \| \| \| Tolypeutes \| \| \| \| |
|  |                                                          |
|  | Cabassous                                                |
|  |                                                          |
|  | Tolypeutes                                               |
|  |                                                          |

|  | Cabassous  |
|  |            |
|  | Tolypeutes |
|  |            |

|  | Chaetophractus                                         |
|  |                                                        |
|  | \| \| Euphractus \| \| \| \| \| \| Zaedyus \| \| \| \| |
|  |                                                        |
|  | Euphractus                                             |
|  |                                                        |
|  | Zaedyus                                                |
|  |                                                        |

|  | Euphractus |
|  |            |
|  | Zaedyus    |
|  |            |

|  | Priodontes                                               |
|  |                                                          |
|  | \| \| Cabassous \| \| \| \| \| \| Tolypeutes \| \| \| \| |
|  |                                                          |
|  | Cabassous                                                |
|  |                                                          |
|  | Tolypeutes                                               |
|  |                                                          |

|  | Cabassous  |
|  |            |
|  | Tolypeutes |
|  |            |

|  | Chaetophractus                                         |
|  |                                                        |
|  | \| \| Euphractus \| \| \| \| \| \| Zaedyus \| \| \| \| |
|  |                                                        |
|  | Euphractus                                             |
|  |                                                        |
|  | Zaedyus                                                |
|  |                                                        |

|  | Euphractus |
|  |            |
|  | Zaedyus    |
|  |            |

|  | Priodontes                                               |
|  |                                                          |
|  | \| \| Cabassous \| \| \| \| \| \| Tolypeutes \| \| \| \| |
|  |                                                          |
|  | Cabassous                                                |
|  |                                                          |
|  | Tolypeutes                                               |
|  |                                                          |

|  | Cabassous  |
|  |            |
|  | Tolypeutes |
|  |            |

|  | Chaetophractus                                         |
|  |                                                        |
|  | \| \| Euphractus \| \| \| \| \| \| Zaedyus \| \| \| \| |
|  |                                                        |
|  | Euphractus                                             |
|  |                                                        |
|  | Zaedyus                                                |
|  |                                                        |

|  | Euphractus |
|  |            |
|  | Zaedyus    |
|  |            |

|  | Priodontes                                               |
|  |                                                          |
|  | \| \| Cabassous \| \| \| \| \| \| Tolypeutes \| \| \| \| |
|  |                                                          |
|  | Cabassous                                                |
|  |                                                          |
|  | Tolypeutes                                               |
|  |                                                          |

|  | Cabassous  |
|  |            |
|  | Tolypeutes |
|  |            |

|  | Chaetophractus                                         |
|  |                                                        |
|  | \| \| Euphractus \| \| \| \| \| \| Zaedyus \| \| \| \| |
|  |                                                        |
|  | Euphractus                                             |
|  |                                                        |
|  | Zaedyus                                                |
|  |                                                        |

|  | Euphractus |
|  |            |
|  | Zaedyus    |
|  |            |

|  | Priodontes                                               |
|  |                                                          |
|  | \| \| Cabassous \| \| \| \| \| \| Tolypeutes \| \| \| \| |
|  |                                                          |
|  | Cabassous                                                |
|  |                                                          |
|  | Tolypeutes                                               |
|  |                                                          |

|  | Cabassous  |
|  |            |
|  | Tolypeutes |
|  |            |

|  | Chaetophractus                                         |
|  |                                                        |
|  | \| \| Euphractus \| \| \| \| \| \| Zaedyus \| \| \| \| |
|  |                                                        |
|  | Euphractus                                             |
|  |                                                        |
|  | Zaedyus                                                |
|  |                                                        |

|  | Euphractus |
|  |            |
|  | Zaedyus    |
|  |            |

|  | Priodontes                                               |
|  |                                                          |
|  | \| \| Cabassous \| \| \| \| \| \| Tolypeutes \| \| \| \| |
|  |                                                          |
|  | Cabassous                                                |
|  |                                                          |
|  | Tolypeutes                                               |
|  |                                                          |

|  | Cabassous  |
|  |            |
|  | Tolypeutes |
|  |            |

|  | Chaetophractus                                         |
|  |                                                        |
|  | \| \| Euphractus \| \| \| \| \| \| Zaedyus \| \| \| \| |
|  |                                                        |
|  | Euphractus                                             |
|  |                                                        |
|  | Zaedyus                                                |
|  |                                                        |

|  | Euphractus |
|  |            |
|  | Zaedyus    |
|  |            |

|  | Bradypus  |
|  |           |
|  | Choloepus |
|  |           |

|  | Cyclopes                                                  |
|  |                                                           |
|  | \| \| Tamandua \| \| \| \| \| \| Myrmecophaga \| \| \| \| |
|  |                                                           |
|  | Tamandua                                                  |
|  |                                                           |
|  | Myrmecophaga                                              |
|  |                                                           |

|  | Tamandua     |
|  |              |
|  | Myrmecophaga |
|  |              |

|  | Bradypus  |
|  |           |
|  | Choloepus |
|  |           |

|  | Cyclopes                                                  |
|  |                                                           |
|  | \| \| Tamandua \| \| \| \| \| \| Myrmecophaga \| \| \| \| |
|  |                                                           |
|  | Tamandua                                                  |
|  |                                                           |
|  | Myrmecophaga                                              |
|  |                                                           |

|  | Tamandua     |
|  |              |
|  | Myrmecophaga |
|  |              |

|  | Priodontes                                               |
|  |                                                          |
|  | \| \| Cabassous \| \| \| \| \| \| Tolypeutes \| \| \| \| |
|  |                                                          |
|  | Cabassous                                                |
|  |                                                          |
|  | Tolypeutes                                               |
|  |                                                          |

|  | Cabassous  |
|  |            |
|  | Tolypeutes |
|  |            |

|  | Chaetophractus                                         |
|  |                                                        |
|  | \| \| Euphractus \| \| \| \| \| \| Zaedyus \| \| \| \| |
|  |                                                        |
|  | Euphractus                                             |
|  |                                                        |
|  | Zaedyus                                                |
|  |                                                        |

|  | Euphractus |
|  |            |
|  | Zaedyus    |
|  |            |

|  | Priodontes                                               |
|  |                                                          |
|  | \| \| Cabassous \| \| \| \| \| \| Tolypeutes \| \| \| \| |
|  |                                                          |
|  | Cabassous                                                |
|  |                                                          |
|  | Tolypeutes                                               |
|  |                                                          |

|  | Cabassous  |
|  |            |
|  | Tolypeutes |
|  |            |

|  | Chaetophractus                                         |
|  |                                                        |
|  | \| \| Euphractus \| \| \| \| \| \| Zaedyus \| \| \| \| |
|  |                                                        |
|  | Euphractus                                             |
|  |                                                        |
|  | Zaedyus                                                |
|  |                                                        |

|  | Euphractus |
|  |            |
|  | Zaedyus    |
|  |            |

|  | Priodontes                                               |
|  |                                                          |
|  | \| \| Cabassous \| \| \| \| \| \| Tolypeutes \| \| \| \| |
|  |                                                          |
|  | Cabassous                                                |
|  |                                                          |
|  | Tolypeutes                                               |
|  |                                                          |

|  | Cabassous  |
|  |            |
|  | Tolypeutes |
|  |            |

|  | Chaetophractus                                         |
|  |                                                        |
|  | \| \| Euphractus \| \| \| \| \| \| Zaedyus \| \| \| \| |
|  |                                                        |
|  | Euphractus                                             |
|  |                                                        |
|  | Zaedyus                                                |
|  |                                                        |

|  | Euphractus |
|  |            |
|  | Zaedyus    |
|  |            |

|  | Priodontes                                               |
|  |                                                          |
|  | \| \| Cabassous \| \| \| \| \| \| Tolypeutes \| \| \| \| |
|  |                                                          |
|  | Cabassous                                                |
|  |                                                          |
|  | Tolypeutes                                               |
|  |                                                          |

|  | Cabassous  |
|  |            |
|  | Tolypeutes |
|  |            |

|  | Chaetophractus                                         |
|  |                                                        |
|  | \| \| Euphractus \| \| \| \| \| \| Zaedyus \| \| \| \| |
|  |                                                        |
|  | Euphractus                                             |
|  |                                                        |
|  | Zaedyus                                                |
|  |                                                        |

|  | Euphractus |
|  |            |
|  | Zaedyus    |
|  |            |

|  | Priodontes                                               |
|  |                                                          |
|  | \| \| Cabassous \| \| \| \| \| \| Tolypeutes \| \| \| \| |
|  |                                                          |
|  | Cabassous                                                |
|  |                                                          |
|  | Tolypeutes                                               |
|  |                                                          |

|  | Cabassous  |
|  |            |
|  | Tolypeutes |
|  |            |

|  | Chaetophractus                                         |
|  |                                                        |
|  | \| \| Euphractus \| \| \| \| \| \| Zaedyus \| \| \| \| |
|  |                                                        |
|  | Euphractus                                             |
|  |                                                        |
|  | Zaedyus                                                |
|  |                                                        |

|  | Euphractus |
|  |            |
|  | Zaedyus    |
|  |            |

|  | Priodontes                                               |
|  |                                                          |
|  | \| \| Cabassous \| \| \| \| \| \| Tolypeutes \| \| \| \| |
|  |                                                          |
|  | Cabassous                                                |
|  |                                                          |
|  | Tolypeutes                                               |
|  |                                                          |

|  | Cabassous  |
|  |            |
|  | Tolypeutes |
|  |            |

|  | Chaetophractus                                         |
|  |                                                        |
|  | \| \| Euphractus \| \| \| \| \| \| Zaedyus \| \| \| \| |
|  |                                                        |
|  | Euphractus                                             |
|  |                                                        |
|  | Zaedyus                                                |
|  |                                                        |

|  | Euphractus |
|  |            |
|  | Zaedyus    |
|  |            |

|  | Priodontes                                               |
|  |                                                          |
|  | \| \| Cabassous \| \| \| \| \| \| Tolypeutes \| \| \| \| |
|  |                                                          |
|  | Cabassous                                                |
|  |                                                          |
|  | Tolypeutes                                               |
|  |                                                          |

|  | Cabassous  |
|  |            |
|  | Tolypeutes |
|  |            |

|  | Chaetophractus                                         |
|  |                                                        |
|  | \| \| Euphractus \| \| \| \| \| \| Zaedyus \| \| \| \| |
|  |                                                        |
|  | Euphractus                                             |
|  |                                                        |
|  | Zaedyus                                                |
|  |                                                        |

|  | Euphractus |
|  |            |
|  | Zaedyus    |
|  |            |

|  | Priodontes                                               |
|  |                                                          |
|  | \| \| Cabassous \| \| \| \| \| \| Tolypeutes \| \| \| \| |
|  |                                                          |
|  | Cabassous                                                |
|  |                                                          |
|  | Tolypeutes                                               |
|  |                                                          |

|  | Cabassous  |
|  |            |
|  | Tolypeutes |
|  |            |

|  | Chaetophractus                                         |
|  |                                                        |
|  | \| \| Euphractus \| \| \| \| \| \| Zaedyus \| \| \| \| |
|  |                                                        |
|  | Euphractus                                             |
|  |                                                        |
|  | Zaedyus                                                |
|  |                                                        |

|  | Euphractus |
|  |            |
|  | Zaedyus    |
|  |            |

Fosilni zapis o mravljinčarjih je na splošno redek. Znani fosili vključujejo pliocenski rod Palaeomyrmidon, bližnji sorodnik svilnatemu mravljinčarju, Protamandua, ki je bližje velikemu mravljinčarju in tamanduamu iz miocena, in Neotamandua, za katerega se domneva, da ima tesno afiniteto do Myrmecophaga. Protamandua je bil večji od svilnega mravljinčarja, a manjši od tamandue, medtem ko je bil Neotamandua večji in je spadal nekje med tamanduo in velikega mravljinčarja. Zdi se, da Protamandua ni bil specializiran za hojo ali plezanje, vendar je morda imel oprijemljiv rep. Vendar pa je malo verjetno, da je Neotamandua imel oprijemljiv rep, njegove noge so bile po obliki podobne tamanduam in velikemu mravljinčarju. Vrsta Neotamandua borealis naj bi bila prednik slednje. Še en član rodu Myrmecophaga je bil odkrit iz formacije Montehermosan Monte Hermoso v Argentini in ga je Kraglievitch leta 1934 opisal kot Nunezia caroloameghinoi. Vrsto je S. E. Hirschfeld leta 1976 prerazvrstil kot Myrmecophaga caroloameghinoi.
Veliki mravljinčar je najbolj kopenska vrsta mravljinčarjev; zdi se, da je specializacija za življenje na tleh nova lastnost v evoluciji mravljinčarjev. K prehodu na življenje na tleh bi lahko pripomoglo širjenje odprtih habitatov, kot je savana v Južni Ameriki, in obilica avtohtonih kolonialnih žuželk, kot so termiti, ki so predstavljali večji potencialni vir hrane. Tako veliki mravljinčar kot južni tamandua sta dobro zastopana v fosilnih zapisih poznega pleistocena in zgodnjega holocena.

## Značilnosti
Velikega mravljinčarja lahko prepoznamo po veliki velikosti, dolgem, ozkem gobcu in dolgem košatem repu. Ima dolžino od glave in telesa od 100 do 140 cm, košat rep je dolg še 60 do 90 centimetrov. Samci tehtajo od 33 do 50 kg, samice pa od 27 do 47 kg, zaradi česar je veliki mravljinčar največja obstoječa vrsta v svojem podredu. Glava velikega mravljinčarja, dolga 30 cm, je še posebej podolgovata, tudi v primerjavi z drugimi mravljinčarji. Njegov valjast gobec zavzema večino glave. Njegove oči, ušesa in usta so relativno majhni. Ima slab vid, vendar ima močan voh; 40-krat močnejši kot človek. Medtem ko je med spoloma nekaj razlik v velikosti in obliki, je samce, ki so večji in robustnejši, težko ločiti od daleč. Genitalije samca so znotraj njegovega telesa in ob natančnejšem pregledu je njegova urogenitalna odprtina manjša in dlje od anusa kot pri samici. Dve mlečni žlezi samice sta med sprednjimi nogami.
Celo pri mravljinčarju je vrat še posebej debel v primerjavi z zadnjim delom glave in za vratom štrli majhna grba. Dlaka je večinoma sivkasta, rjava ali črna z belo lisasto. Imajo bele sprednje noge s črnimi obroči in rokami ter temne zadnje noge. Od grla do ramen je debela črna oznaka z belimi obrisi in ostrimi konicami. Telo se konča z rjavim repom. Dlake so dolge, zlasti na repu, zaradi česar je privesek videti večji, kot je v resnici. Vzdolž hrbta se razteza pokončna griva. Drzen vzorec je veljal za motečo kamuflažo, vendar študija iz leta 2009 kaže, da gre za opozorilno obarvanost.
Veliki mravljinčar ima široka rebra. Na vsaki nogi ima pet prstov. Trije prsti na sprednjih nogah imajo kremplje, ki so še posebej veliki na tretjih prstih. Po sprednjih členkih hodi podobno kot gorile in šimpanzi. To mu omogoča da hodi, ne da bi s kremplji strgal po tleh. Srednji prsti, ki nosijo večino njegove teže, imajo dolge metakarpofalangealne sklepe in upognjene interfalangealne sklepe. Za razliko od sprednjih tac imajo zadnje kratke kremplje na vseh petih prstih in hodijo plantigradno. Veliki mravljinčar ima supraspinozno lopatko, s katero 'potegne in vleče', in ki daje veliki okrogli mišici večji vzvod – poveča vlečno moč sprednjih okončin – mišica triceps pa pomaga nadzorovati odebeljeno srednje prst.
Veliki mravljinčar ima nizko telesno temperaturo za sesalca, približno 33 °C, kar je nekaj stopinj nižje od tipične temperature sesalcev od 36 do 38 °C. Ksenartrani imajo na splošno nižjo presnovno stopnjo kot večina drugih sesalcev, kar je trend, ki naj bi bil povezan z njihovo prehransko specializacijo in nizko mobilnostjo.

### Anatomija hranjenja
Veliki mravljinčar je brez zob in je sposoben zelo omejenega gibanja čeljusti. Za odpiranje in zapiranje ust se zanaša na vrtenje obeh polovic spodnje čeljusti, ki ju drži skupaj ligament, ki povezuje rami. To doseže z žvečilnimi mišicami, ki so relativno nerazvite. Vdolbina čeljusti ustvari dovolj veliko ustno odprtino, da lahko tanek jezik izbrska ven. Dolg je približno 60 cm in je zadaj bolj trikoten, proti sprednjemu delu pa postane bolj zaobljen in se konča z zaobljeno konico. Jezik ima nazaj zakrivljene brbončice in je izjemno vlažen zaradi velikih žlez slinavk.
Jezik se zaradi drobnih ust in oblike gobca lahko premika samo naprej in nazaj. Med hranjenjem se žival pri ciljanju zanaša na smer glave. Ko je jezik popolnoma iztegnjen, doseže 45 cm in se lahko premakne navznoter in ven približno 160-krat na minuto (skoraj trikrat na sekundo). Edinstvena mišica sternoglosus, kombinacija sternohyoid in hyoglossus, sidra jezik neposredno na prsnico. Hioidni aparat je velik, v obliki črke V in prožen ter podpira jezik med premikanjem. Bukcinatorne mišice se sprostijo in zategnejo, s čimer omogočijo hrani noter in preprečijo, da bi izpadla. Ko je umaknjen, se jezik zadrži v žrelu, kar preprečuje, da bi blokiral dihanje.
Mravljinčar drgne jezik ob svoje nebo, da zmečka žuželke, da jih pogoltne. Za razliko od drugih sesalcev veliki mravljinčarji med hranjenjem skoraj nenehno požirajo. Želodec velikanskega mravljinčarja, podoben ptičjem želodcu, ima otrdele gube za drobljenje hrane, pri čemer mu pomaga nekaj peska in zemlje. Veliki mravljinčar ne more sam proizvajati želodčne kisline, ampak prebavlja s pomočjo mravljinčne kisline svojega plena.

## Razširjenost in stanje
Veliki mravljinčar je doma v Srednji in Južni Ameriki; njegovo znano območje sega od Hondurasa do Bolivije in severne Argentine, fosilne ostanke pa so našli daleč na severu do severozahodne Sonore v Mehiki. Večinoma ga ni v Andih in je bil popolnoma iztrebljen v Urugvaju, Belizeju, Salvadorju in Gvatemali, pa tudi v delih Kostarike, Brazilije, Argentine in Paragvaja. Vrsta lahko živi tako v tropskih deževnih gozdovih kot v sušnih grmiščih, pod pogojem, da je prisotnega dovolj plena za preživetje.
Svetovna zveza za varstvo narave je to vrsto uvrstila med ranljive zaradi številnih regionalnih iztrebljenj in v Dodatku II CITES, ki strogo omejuje mednarodno trgovino z osebki. Do leta 2014 se je celotna populacija zmanjšalo za več kot 30 odstotkov »v zadnjih treh generacijah«. Leta 1994 je približno 340 velikih mravljinčarjev poginilo zaradi požarov v narodnem parku Emas v Braziliji. Žival je še posebej občutljiva na požare, saj se njen kožuh zlahka vname in je prepočasna, da bi pobegnila.
Grožnje, ki jih povzroči človek, vključujejo trke z vozili, napade psov in uničenje habitata. Ena študija o umrljivosti mravljinčarjev ob cestah je pokazala, da jih bodo verjetno udarili na ravnih cestah v bližini avtohtonih rastlin. Študija iz leta 2018 v Braziliji je pokazala, da: (1) so ceste bolj verjetno škodljive za mravljinčarje zaradi razdrobljenosti habitata in ne zaradi prometnih nesreč, (2) 18–20 % zadovoljivih habitatov mravljinčarjev ni doseglo najmanjše velikosti zaplate (3) 0,1 –1 % njegovega območja je imel nevarno visoko gostoto cest, (4) 32–36 % razširjenosti mravljinčarja je predstavljalo kritična območja za njegovo preživetje in (5) na severu države je obstajalo več možnosti za ohranitev. Študija iz leta 2020 v brazilskem cerradu je pokazala, da lahko umrljivost na cestah zmanjša rast populacije za 50 odstotkov na lokalni ravni.
Velikega mravljinčarja v Boliviji običajno lovijo kot trofejo in hrano. Debela, usnjata koža živali se uporablja za izdelavo opreme za jahanje v Chacu. V Venezueli ga ubijejo zaradi krempljev. Velike mravljinčarje ubijajo tudi zaradi domnevne nevarnosti, zlasti med prikazovanjem groženj. Največja ekološka prednost vrste je široka razširjenost in prilagodljivost. Amazonka, Pantanal in cerrado imajo različna zaščitena območja, kjer mravljinčar najde zatočišče. V Argentini ga nekatere lokalne vlade uvrščajo med vrste nacionalne dediščine, kar mu daje uradno zaščito.

## Vedenje in ekologija
Kljub statusu ikone je veliki mravljinčar v divjini malo raziskan in raziskave so bile omejene na določena območja. Vrsta lahko uporablja več habitatov. Študija o velikih mravljinčarjih iz leta 2007 v brazilskem Pantanalu je pokazala, da se živali gibljejo in iščejo hrano na odprtih območjih ter počivajo v gozdu; slednji dajejo senco ob dvigu temperature in zadržujejo toploto ob padcu temperature. Mravljinčarji lahko v povprečju prepotujejo 3700 m na dan. Veliki mravljinčarji so lahko dnevni ali nočni. Študija iz leta 2006 v Pantanalu je pokazala, da so večinoma nočni, ko je toplo, vendar so postali bolj aktivni podnevi, ko je temperatura padla. V Serra da Canastra so opazili dnevne velike mravljinčarje. Nočno življenje pri mravljinčarjih je lahko odziv na človeške motnje.
Veliki mravljinčarji raje spijo v gostem grmičevju, ko pa postane hladneje, lahko uporabijo visoko travo. Ko potrebujejo počitek, si v tleh izdolbejo plitvo votlino. Žival spi zvita s košatim repom čez telo; tako da ostane toplo in da se zakamuflira pred plenilci. Posneli so enega mravljinčarja, ki je zjutraj pri 17 °C spal na boku z odvitim repom; morebiti omogoči telesu, da absorbira sončne žarke za toploto. Veliki mravljinčarji včasih vstopijo v vodo, da se okopajo in celo preplavajo široke reke. Prav tako lahko plezajo in zabeležili so, da se med iskanjem hrane vzpenjajo tako na termitnjake kot na drevesa. En posameznik je bil opažen, kako je poskušal splezati na drevo tako, da se je dvignil in zgrabil za vejo nad njim.

### Razmik
Območja domovanja velikih mravljinčarjev se razlikujejo po velikosti, odvisno od lokacije, od 2,7 km² v narodnem parku Serra da Canastra v Braziliji do 32,5 km² v naravnem rezervatu Iberá v Argentini. Posamezniki večinoma živijo sami, razen mladih, ki ostanejo pri materah. Mravljinčarji ostanejo v stiku z izločki iz svojih analnih žlez in oznakami dreves. Videti je, da lahko prepoznajo slino drug drugega po vonju.
Samice so bolj tolerantne druga do druge kot samci, zato je večja verjetnost, da jih najdemo bližje skupaj. Samci se bolj verjetno vključijo v agonistično vedenje, ki se začne s tem, da se borci približujejo in krožijo drug drugemu, medtem ko izgovarjajo harrr. To lahko preraste v preganjanje in dejanski boj. Boj vključuje rokoborbo in rezanje s kremplji. Borbeni mravljinčarji lahko rjovejo. Samci so verjetno teritorialni.

### Iskanje hrane
Ta žival je žužkojeda, prehranjuje se predvsem z mravljami ali termiti. Na območjih, ki so izpostavljena rednim poplavam, kot sta Pantanal in venezuelsko-kolumbijski Llanos, se mravljinčarji večinoma prehranjujejo z mravljami, ker so termiti manj dostopni. Nasprotno pa se mravljinčarji v narodnem parku Emas prehranjujejo predvsem s termiti, ki jih je veliko v travniškem habitatu. V Serra da Canastra v deževnem obdobju (od oktobra do marca) mravljinčarji jedo predvsem mravlje, medtem ko v sušnem obdobju (od maja do septembra) preidejo na termite.
Mravljinčarji sledijo plenu po vonju. Ko žival najde gnezdo, ga raztrga s kremplji in vstavi svoj dolg, lepljiv jezik, da pobere svoj plen (ki vključuje jajca, ličinke in odrasle žuželke). Mravljinčar v enem dnevu napade do 200 gnezd, vsako minuto, in skupno poje okoli 35.000 žuželk. Mravljinčarja lahko iz gnezda odženejo kemični ali ugrizni napadi vojakov. Termiti se lahko za zaščito zanašajo na svoje utrjene gomile ali za pobeg uporabljajo podzemne ali široke tunele.
Drugi plen so ličinke hroščev in zahodnih medonosnih čebel. Mravljinčarji lahko ciljajo na termitnjake s čebeljimi panji. Mravljinčarje v ujetništvu hranijo z mešanicami mleka in jajc, pa tudi z mokastimi črvi in mleto govedino. Za pitje lahko mravljinčar išče vodo, ko je na površini ni na voljo, in ustvarja vodne luknje za druge živali.

### Razmnoževanje in starševstvo
Veliki mravljinčarji se parijo vse leto. Samec sledi estrusni samici, ki delno dvigne rep. Znano je, da si pari med hranjenjem delijo isto gnezdo žuželk. Parjenje vključuje samico, ki leži postrani, samec pa zgrbljen. Par lahko ostane skupaj do tri dni in se v tem obdobju pari večkrat. Veliki mravljinčarji imajo 170–190 dni brejosti, ki se konča z skotitvijo enega samega mladiča. Obstaja nekaj dokazov, da lahko vrsta doživi zapoznelo implantacijo. Samice skotijo stoje.
Mladiči se skotijo s težo 1–2 kg z zaprtimi očmi prvih šest dni. Mati nosi svojega odvisnega mladiča na hrbtu. Mladič se kamuflira tako, da svoj črno-beli trak poravna z njenim. Mama neguje in doji svojega mladiča, ki se z njo sporazumeva z ostrimi žvižgi. Po treh mesecih se nega zmanjša in mladiči začnejo jesti bolj gosto hrano. Obdobja nege in dojenja se končajo pri 10 mesecih, ko mladič zapusti mamo. Spolno dozorijo v 2,5–4 letih.

### Smrtnost
Veliki mravljinčarji lahko v naravi živijo okoli 15 let, v ujetništvu pa lahko živijo dvakrat dlje. Uplenijo jih jaguarji in pume in običajno pred nevarnostjo bežijo z galopom, če pa jih stisnejo v kot, se dvignejo na zadnje noge in napadejo s kremplji. Sprednji kremplji velikega mravljinčarja so mogočno orožje, ki lahko potencialno ubije jaguarja. Velikii mravljinčar je gostitelj črevesnih parazitov ježerilcev Gigantorhynchus echinodiscus in Moniliformis monoechinus.

## Interakcije z ljudmi

### Napadi
Čeprav človeku običajno ne predstavljajo grožnje, si lahko veliki mravljinčarji s sprednjimi kremplji povzročijo hude rane. Med letoma 2010 in 2012 so veliki mravljinčarji v Braziliji ubili dva lovca; v obeh primerih je bilo videti, da gre za obrambno vedenje. Aprila 2007 je mravljinčar v živalskem vrtu Florencio Varela s sprednjimi kremplji prerezal in ubil oskrbnika živalskega vrta.

## V popularni kulturi
V mitologiji in folklori domorodnih ljudstev amazonskega porečja je veliki mravljinčar zaradi svojega videza upodobljen tako kot prevarant kot komična figura. V neki zgodbi o Shipibu je mravljinčar ukradel jaguarjev plašč, potem ko ga je izzval na potapljaško tekmovanje, in pustil jaguarja z lastno kožo. V mitu o Yarabari je sonce kaznovalo hudobnega ogra Ucaro in ga spremenilo v mravljinčarja, tako da ne bi mogel govoriti s svojim dolgim gobcem in majhnimi usti. Ljudstvo Kayapo nosi maske različnih živali in duhov, vključno z mravljinčarjem, med obredi poimenovanja in iniciacije. Verjamejo, da bi ženske, ki bi se dotaknile mask mravljinčarjev, ali moški, ki padejo, medtem ko bi jih nosili, umrli ali bili onesposobljeni.
Med špansko kolonizacijo Amerik je bil veliki mravljinčar med avtohtonimi živalskimi vrstami, ki so jih v Evropo odpeljali na ogled. Splošno je veljalo, da obstajajo samo samice mravljinčarjev in da se razmnožujejo z nosom, kar je napačno prepričanje popravil naravoslovec Félix de Azara. 
Salvador Dalí je v 20. stoletju domiselno zapisal, da veliki mravljinčar »doseže velikosti, večje od konja, je zelo divji, ima izjemno mišično moč, je grozljiva žival«. Dalí je upodobil mravljinčarja v slogu Velikega masturbatorja. 
Uporabljen je bil kot ekslibris za Andréja Bretona, ki je skušnjave, ki jih človek doživi v življenju, primerjal s tem, kar »mora mravljinčarjev jezik ponuditi mravlji«.
Risanka Maxa Fleischerja iz leta 1940 Mravlje v rastlinah prikazuje kolonijo mravelj, ki se bori proti zlobnemu mravljinčarju. Morda je šlo za komentar francoske Maginotove linije med lažno vojno. 
Mravljinčar je tudi lik v stripu B.C.. Ta lik je bil navdih za Petra mravljinčarja, maskoto ekipe Univerze v Kaliforniji, Irvine.
V miniseriji Stephena Kinga Kingdom Hospital se lik Antubis pojavi v obliki mravljinčarju podobnega bitja z zobmi, ostrimi kot britev.